# Coreea în perioada ocupației japoneze

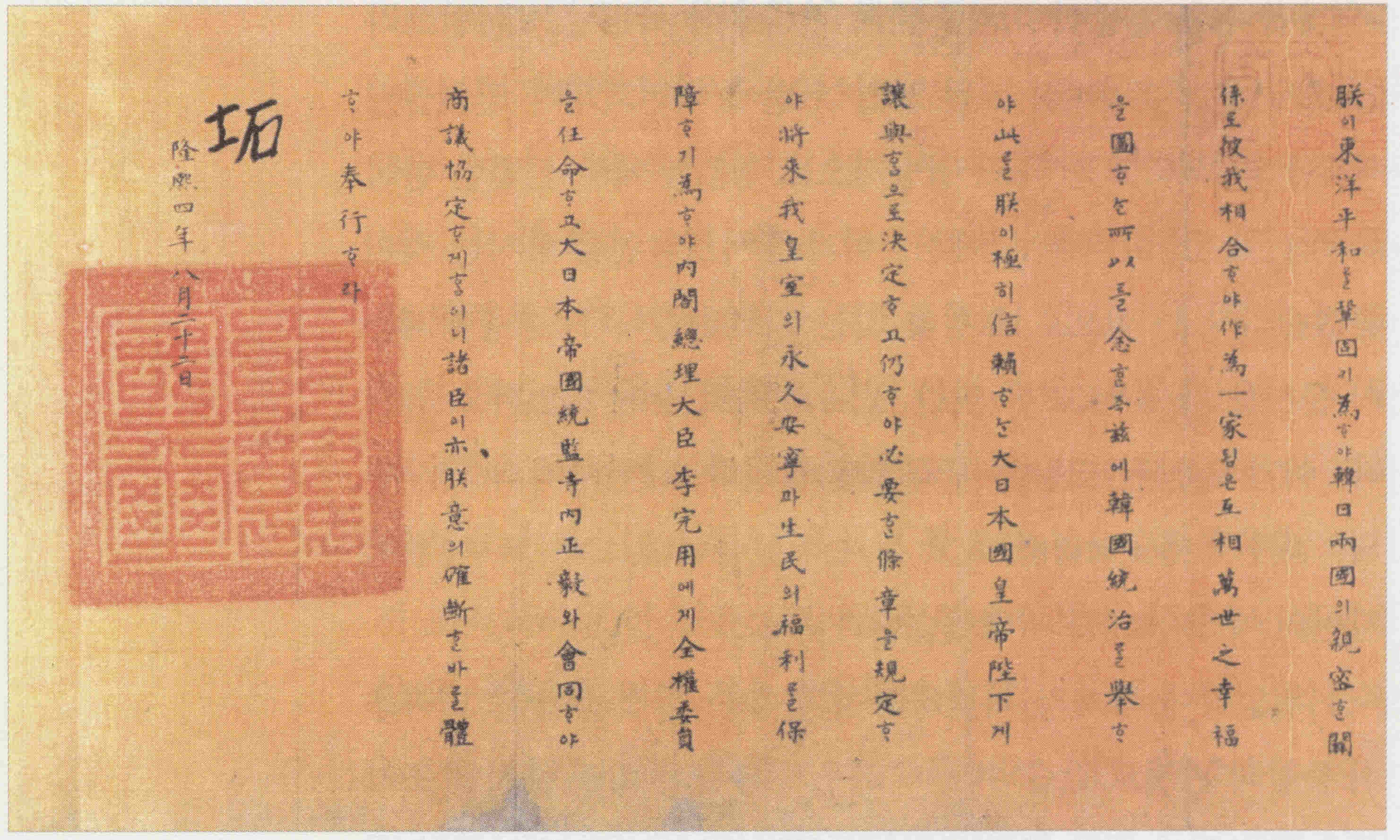
Împuternicirea dată sub presiune de Împăratul Sunjong Prim-ministrului Lee Wan-yong la 22 august 1910

Coreea în perioada ocupației japoneze se referă la perioada dintre 1910 și 1945, când peninsula coreană a fost administrată de Japonia.
alți termeni folosiți includ "Perioada Japoneză Imperială" (Hangul: 일제시대, Ilje sidae, Hanja: 日帝時代). În Japonia această perioadă este des numită „Coreea în timpul administrației japoneze” (日本統治時代の朝鮮 Nippon Tōchi-jidai no Chōsen?).

## Etapa premergătoare (1905-1910)
Tratatul de la Portsmouth din septembrie 1905, care a pus capăt Războiului Ruso-Japonez din 1904-1905 (încheiat cu victoria Japoniei) a recunoscut pe plan internațional că Japonia avea interese politice, militare și economice precumpănitoare în Coreea, interese recunoscute și de Marea Britanie și Statele Unite ale Americii. Japonia a încercat mai întâi să atragă opinia publică din Coreea în favoarea unui tratat de protectorat prin organizația Ilchinhoe (Societatea de avansare), încercând să lase impresia că un astfel de tratat nu ar fi altceva decât un răspuns la cererile populației coreene. Când Hirobumi Itō, Șeful Consiliului de Coroană, a vizitat palatul corean cu proiectul tratatului, a fost respins de partea coreană, ceea ce a rezultat în arestarea Prim-ministrului Han Kyu-sŏl (cel care fusese cel mai înverșunat oponent al tratatului) de către jandarmii japonezi care îl însoțiseră pe Itō la palat. Soldații japonezi au mers la Ministerul de Externe corean, au luat sigiliul oficial și delegația japoneză l-a aplicat tratatului cu mâna lor pe data de 17 noiembrie 1905. Acest tratat protectorat îi dădea Japoniei drepturi totale referitor la toate aspectele privind relațiile Coreei cu țările străine. Japonia a trimis un "rezident-general" în Coreea, o poziție direct sub împăratul corean. Împăratul Gojong, care într-o scrisoare imperială publicată în ziarul Taehan Maeil Sinbo își exprimase opoziția față de tratat, a trimis o delegație la A Doua Conferință de Pace de la Haga, Olanda, pentru a cere ajutorul opiniei publice internaționale. Delegația coreeană nu a fost lăsată să participe, iar acest gest al împăratului a făcut ca Japonia să-i ceară să abdice, ceea ce a și făcut, lăsând tronul fiului său, prințul-regent Sunjong.

Steagul rezidentului-general japonez în Coreea

 Pe 1 august 1907 un nou tratat a fost semnat între cele două țări, tratat care da rezidentului-general puteri extraordinare de a interveni în toate problemele administrative interne. Drept rezultat, Japonia a dizolvat armata coreană, l-a numit pe Masatake Terauchi, ministru de război în guvernul japonez, Rezident-general în Coreea, a interzis toate ziarele coreene, și a făcut pregătiri pentru anexarea completă a Coreei de către Japonia.
Pe 22 august 1910 tratatul de anexare a fost semnat de cele două țări, și pe data de 29 august 1910 împăratul Sunjong a abdicat, punând sfărșit dinastiei Chosŏn, care condusese Coreea timp de 518 ani.

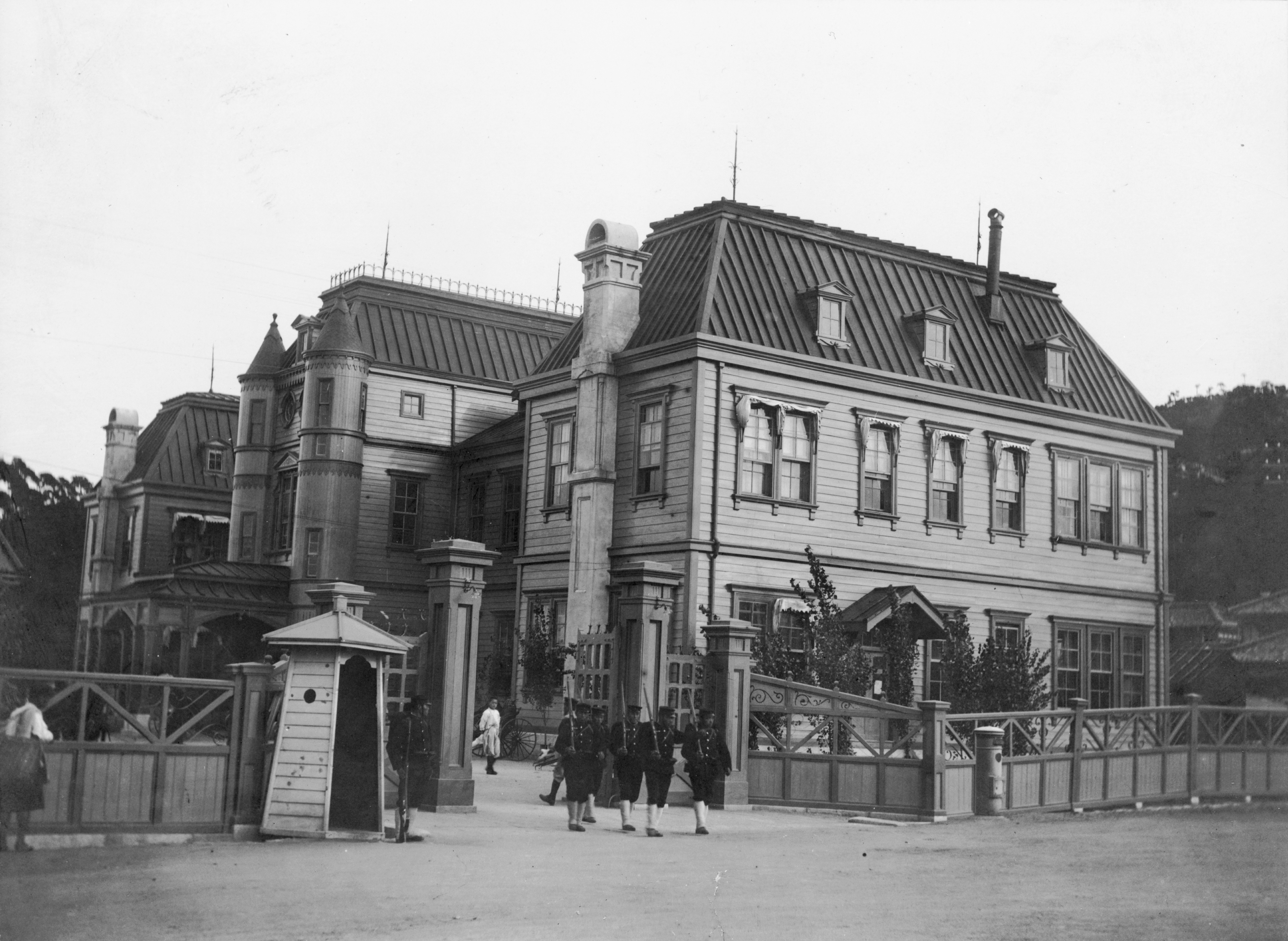
Reşedinţa Rezidentului-general, Seul

## Rezistența coreană împotriva ocupației
Lupta de rezistență a avut loc sub diferite forme, de la sinucidere în semn de protest la rezistență armată. Prim-ministrul, Lee Wan-yong, care semnase tratatul de anexare, a fost ocărât instantaneu ca trădător de patrie, dar brutalitatea cu care japonezii au combătut toate formele de protest a făcut ca rezistența să aibă loc sub forme clandestine. Conform datelor japoneze, între 1907-1910 17.600 de luptători de gherilă coreeni au fost omorâți. 
Primul Guvernator-general japonez (funcție introdusă pe 30 septembrie 1910), Masatake Terauchi (1910-1916), a încercat să justifice ocupația afirmând că între popoarele coreean și japonez există o afinitate istorică și culturală, asimilarea totală a coreenilor în societatea japoneză fiind scopul final al colonizării- în numele "progresului, protejării și a legăturilor frățești". Birocrația a crescut rapid: dacă în 1910 erau circa 10.000 de birocrați, numărul lor a ajuns la 87.552 (52.270 japonezi și 35.282 coreeni) în 1937. Spre comparație, Franța administra Vietnamul în 1937 cu 2.920 de birocrați francezi și 38.000 vietnamezi. Numărul polițiștilor a crescut de asemenea: de la 6.222 polițiști militari și civili în 1910 la peste 60.000 în 1941. Polițiștii purtau uniforme militare cu sabie (de fapt, toți funcționarii de stat trebuiau să poarte săbii, ca simbol al puterii de stat).

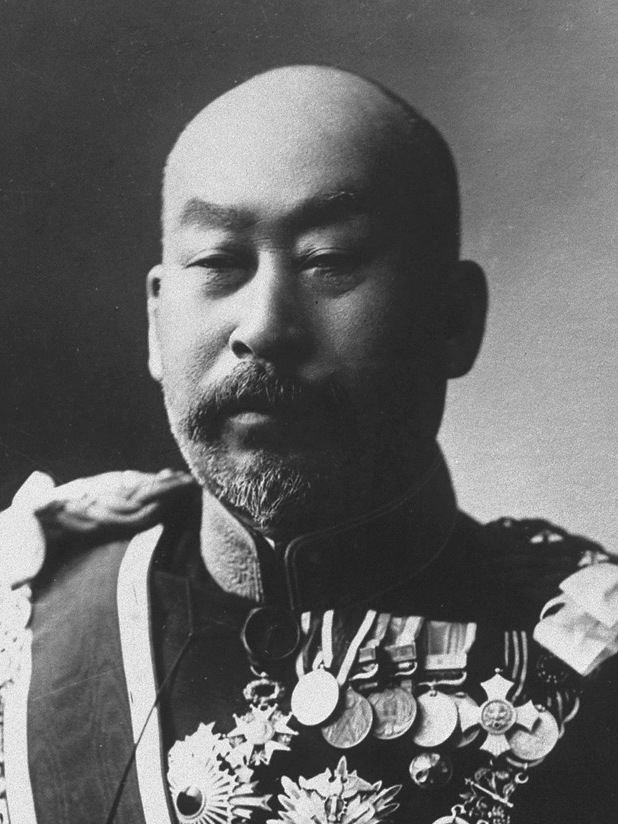
Masatake Terauchi, primul Guvernator-general

## 1910-1919
În coreeană această perioadă este numită amhŭkki ("perioada întunecată"), datorită represiunilor politice și culturale la care Corea a fost supusă de către Japonia. Organizațiile politice au fost interzise, iar după 1910 a fost practic interzisă orice întrunire fără permisiune în prealabil din partea poliției. Presa, sau ceea ce mai rămasese din publicațiile care nu fuseseră interzise conform legii publicării din 1909, era cenzurată strict, școlile predau limba japoneză ca limbă principală (cu limba coreeană ca limbă secundară), manualele școlare erau strict cenzurate și ele, iar posibilitățile de educație pentru coreeni erau limitate (doar 5% din studenții coreeni își continuau educația după nivelul primar). Coloniștii japonezi aveau dreptul să fie judecați de către un judecător, dar coreenii, conform Ordinului 10 ("Seirei 10") puteau fi judecați de către un căpitan de poliție (sau funcționar de stat echivalent) pentru încălcări ale legii pentru care pedeapsa prevăzută era o amendă de până la 100 "yeni" sau închisoare de până la 3 luni. Din decembrie 1912, a fost introdusă pedeapsa cu biciuitul ("chikei")- administrată însă numai coreenilor- ceea ce a făcut ca ura față de japonezi să crească și mai mult.
Între 1910 și 1918 au avut loc măsurători de teren, iar în cazurile în care proprietatea terenului era nedocumentată sau terenul nu fusese declarat de loc, terenul era naționalizat și cultivatorii erau forțați să-l închirieze, arenda fiind de obicei 50% din recoltă.
După anexarea din 1910, Japonia a început să construiască drumuri, căi ferate, porturi și să prelungească liniile telegrafice existente, toate acestea fiind coordonate cu dezvoltarea ce avea loc în Manciuria, unde Japonia înființase de exemplu Căile Ferate Sud-Manciuriene, o firmă semi-guvernamentală care răspundea de menținerea liniilor de cale ferată, de dezvoltarea porturilor și cu alte servicii publice în regiunea închiriată Kwantung.

## 1919-1931
Odată cu terminarea Primului Război Mondial, și cu moartea împăratului Gojong, sentimentele de eliberare ale coreenilor s-au întărit, ei ținând adunări populare, ca cea de la 1 martie 1918, când la Seoul a fost citită o declarație de independență. Protestele de acest gen au fost înăbușite violent de către autoritățile japoneze, rezultând în ca. 7.000 de morți, 45.000 de arestați și 16.000 de răniți (cf. surselor coreene) sau 553 morți, 1.409 răniți, 8.437 arestați (cf. surselor japoneze).
Emigranți coreeni, în frunte cu viitorul președinte sud-coreean Syngman Rhee și cu Kyushik Kim, a fost format un Guvern provizoriu al Republicii Coreea la Shanghai, în China, în aprilie 1919, guvern care nu a fost recunoscut de către alte țări. Dar Internaționala a II-a, ținută la Lucerna, Elveția între 2-9 august 1919, a emis o rezoluție prin care susținea poporul coreean și cerea ca Coreea să fie acceptată ca în Liga Națiunilor. Guvernul nou japonez, cel al prim-ministrului recent ales Kei Hara, realizând faptul că politica dusă față de populația coreeană nu era una adecvată, a emis imediat așa-numitele Regulamente organice revizuite ale Guvernatorului-general al Coreei în aceeași lună, care urmăreau să reorganizeze legăturile coloniale sub deviza "Armonie între Japonia și Coreea" (Nissen yūwa). Guvernatorul-general a fost schimbat- cel nou fiind Makoto Saitō, un diplomat cosmopolit cu legături bune atât în cercurile militare cât și în cele politice. Reformele inițiate de Saitō, numite Bunka Seiji (cultura politică), au relaxat oarecum controlul autorităților coloniale: în 1920 două ziare coreene au primit permisiune de a publica (Chosŏn Ilbo și Tonga Ilbo), plus multe alte reviste de interes general și chiar și unele reviste pe teme politice. Poliția militară (kempei keisatsu) a fost înlocuită cu una civilă (kōtō keisatsu), care avea o armată întregă de informatori (care i-a ajutat să prevină o repetare a incidentelor din martie 1918) și care se ocupa și de cenzură, subiecte de prim interes fiind:  lèse-majesté, defăimarea instituțiilor coloniale, ideologie radicală, naționalism coreean. De exemplu, filmul regizorului și actorului coreean Un-gyu Na Arirang (1926), film care ataca direct ocupația japoneză, a a fost interzis, la fel ca și multe piese de teatru.

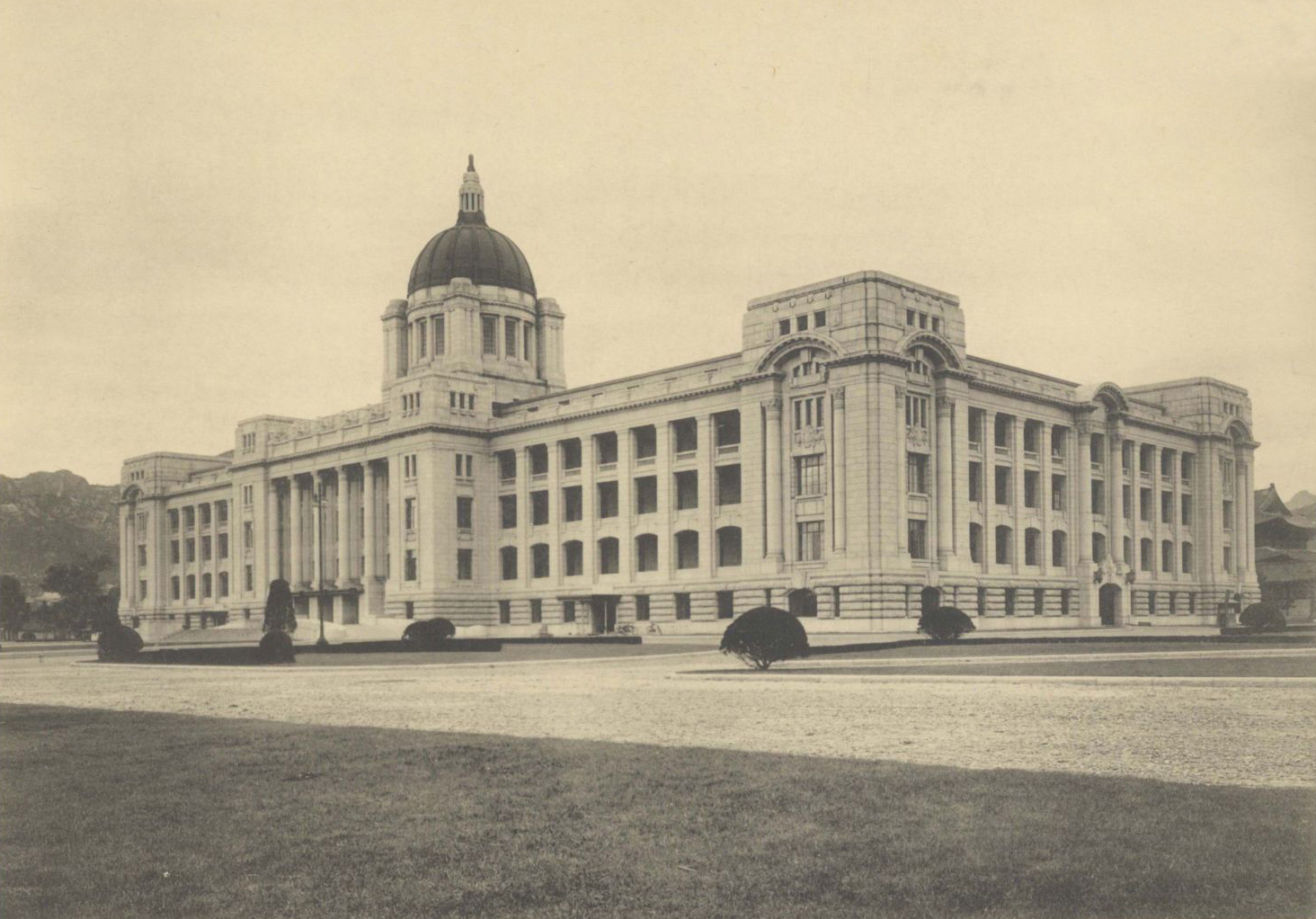
Sediul Guvernatorului-general, Seul

Revoltele din cauza penuriei de orez din Japonia din august 1918, au făcut ca autoritățile coloniale să investească zeci de milioane de yeni în agricultura coreeană (irigații, defrișări de pădure etc.) pentru a mări exportul de orez din Coreea în Japonia. Ceea ce s-a și întâmplat: pe când în 1919 22% din orezul produs în Coreea era exportat, în 1931 acest procentaj a ajuns la 57.
O altă schimbare a fost abolirea Legii firmelor (kaisha rei) din 1910 care avusese ca scop să limiteze acaparare de avere de către coreeni, prin licențe preferențiale date coloniștilor japonezi. Barierele de tarif au fost eliminate în marea lor majoritate cu acest prilej. Drept rezultat, firmele trebuiau doar să se înregistreze la înființare, nu să și ceară autorizație. Pe când acest lucru a încurajat întră-adevăr oamenii de afacere coreeni să-și creeze firme proprii, el a dus și la un influx de firme japoneze care se îmbogățiseră de pe urma primului război mondial, și care acum găsiseră mână de lucru ieftină în peninsula coreeană.

## 1931-1945
După ce armata japoneză din Kwantung, China, a găsit un pretext (incidentul Mukden) să atace și să ocupe Manciuria (formând statul-marionetă Manchukuo), Japonia a fost tot mai izolată pe plan internațional, dar datorită resurselor naturale bogate ale regiunilor ocupate, a reușit să obțină o oarecare independență economică.
Noul guvernator-general, Kazushige Ugaki (care a preluat postul în iulie 1931 și l-a deținut până în august 1936), a sistat în 1934 programul de încurajare a producției de orez la presiunile fermierilor din Japonia, ale căror produse nu puteau concura cu orezul ieftin din Coreea, inaugurând un alt program de diversificare agriculurală sub deviza "bumbac în sud, oi în nord".
Dacă perioada în care Ugaki a fost guvernator-general poate fi caracterizată ca fiind una mixtă (un oarecare progres economic și optimism pentru industrialiștii coreeni, combinat cu deziluzie și deprimare pentru intelectualii apolitici, dar mai ales pentru naționaliști), perioada sub guvernatorul-general Jirō Minami (august 1936- mai 1942), fost ministru de război, a fost una autoritară- cu asimilare și mobilizare forțată- și deprimare permanentă care va continua pâna la eliberarea din 1945.
Asimilarea forțată a avut loc atât pe plan educațional (inculcarea valorilor japoneze în școli, folosirea exclusivă a limbii japoneze în toate domeniile publice, eliminarea predării și a folosirii limbii coreene în învățământul obligatoriu) cât și pe plan religios (obligația elevilor și a funcționarilor de stat de a participa la ceremonii șintoiste.
După 1937 a început desființarea tuturor organizațiilor coreene și formarea unor noi organizații de masă  controlate direct de către autoritățile coloniale. Voluntari coreeni au fost acceptați în armata japoneză începând cu 1938, în 1939 toți coreenii au fost obligați să-și schimbe numele în nume japoneze (conform Decretului Imperial nr. 19), iar către sfârșitul războiului se votase în Dieta japoneză ca și coreenii de rând să poată fi reprezentați în Dietă începând cu 1946 (unii reprezentanți speciali au fost acceptați din 1938-39),  dar acest din urmă plan nu a mai putut fi realizat din cauza înfrângerii Japoniei în 1945.
Mobilizarea la muncă forțată a dus la o adevărată „hemoragie” a populației coreene. Conform unor date, circa 4 milioane din populația Coreei (16%) locuiau în afara granițelor propriei țări în 1944, din care 1,2 milioane fuseseră trimise să lucreze în Japonia.
Mișcarea de eliberare națională din exil a devenit oarecum letargică după 1926, și era fracționată în comuniști (care colaborau cu comuniștii chinezi) și naționaliști (care colaborau cu naționaliștii chinezi conduși de Chiang Kai-Shek). Rezistența împotriva ocupației japoneze a luat forme atât diplomatice (conduse mai ales de Syngman Rhee) cât și lupte de gherilă în Manciuria (unde a participat printre alții și Kim Ir-sen, viitorul conducător al Coreei de Nord).
Ocupația japoneză a Coreei a luat sfârșit pe data de 15 august 1945, când Japonia a capitulat, acceptând condițiile impuse de Tratatul de la Potsdam, dar cel puțin în sudul Coreei a administrat de facto până pe 12 septembrie 1945, iar de jure chiar până la 28 aprilie 1952, când a intrat în vigoare Tratatul de pace de la San Francisco.

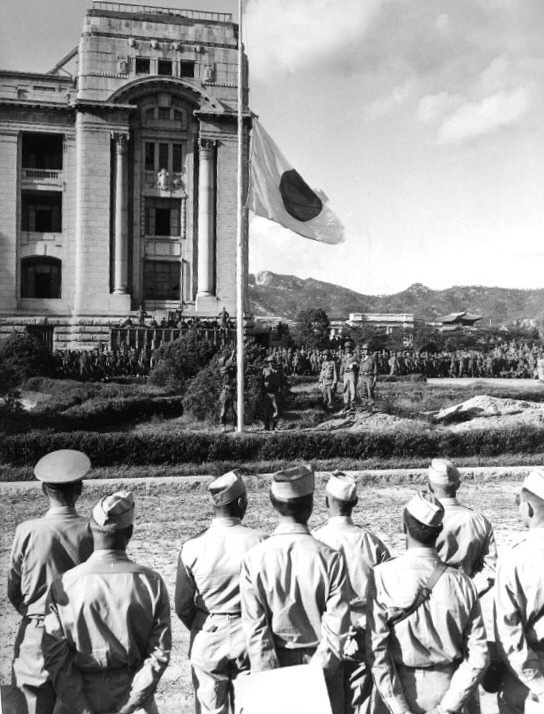
Coborârea steagului japonez la 9 septembrie 1945 la Seul

## Lista Guvernatorilor-generali
1. Feldmareșal Conte Terauchi Masatake 寺内 正毅 (1910–1916)
2. Feldmareșal Conte Yoshimichi Hasegawa 長谷川好道 (1916–1919)
3. Amiral Viconte Makoto Saito 斎藤 実 (1919–1927)
4. General Kazushige Ugaki 宇垣 一成 (1927)
5. General Hanzo Yamanashi 山梨半造,  (1927–1929)
6. Viconte Makoto Saito 斎藤 実 (a doua oară, 1929–1931)
7. General Kazushige Ugaki 宇垣 一成 (a doua oară, 1931–1936)
8. General Jiro Minami 南次郎 (1936–1942)
9. General (retras) Kuniaki Koiso 斎藤 実 (1942–1944)
10. General (retras) Nobuyuki Abe 阿部信行 (1944–1945)